# Joaquim Francisco do Livramento
Joaquim Francisco da Costa, més conegut com a germà Joaquim (Nossa Senhora do Desterro, actual Florianópolis, 20 de març de 1761 – Marsella, 1829) va ser un religiós brasiler. Devot de la Mare de Déu de Livramento, va canviar el seu cognom per Joaquim Francisco do Livramento.
Era fill d'açorians. Va dedicar la seva vida als malalts i necessitats. Amb diners de l'almoina i donacions, va construir, l'any 1789, el primer hospital de Santa Catarina dedicat a la caritat, avui anomenat Imperial Hospital de Caridade. Més tard, va fundar hospitals a altres ciutats brasileres, com Porto Alegre i Salvador. També va fundar escoles, asils i seminaris a São Paulo i Rio de Janeiro i va visitar Europa a la recerca de recursos per finançar les seves obres. Mentre tornava al Brasil d'un d'aquests viatges, va morir a Marsella, França.
Va ser inclòs en el Llibre dels Herois i Heroïnes de la Pàtria per la Llei 13.623 de 15/01/2017. Aquest memorial cenotàfic, situat al Panteó de la Pàtria i de la Llibertat Tancredo Neves de Brasília, homenatja les persones que van contribuir a la defensa i construcció del Brasil i dels seus valors nacionals.